# 库尼奥·莱马里
庫尼奧·大衛·萊馬里（英語：Kunio David Lemari；1942年11月29日—2008年3月28日），馬紹爾群島政治人物，曾經出任代理總統。

## 生平
庫尼奧生於二戰期間的1942年底的當時還是日本帝國殖民地的馬紹爾群島（日本稱南洋群島），早年曾在當地教會擔任神職人員以及牧師助手，1967年畢業於馬尼拉神學院，1980年入職馬紹爾群島一家食物公司的協調員，其後在1982年進入一家醫院擔任行政助手，1983年加入政府並出任公務員，1984年到1986年升任參議員，在1986年到1987年期間再升職為該國司法部部長，1987年起又兼任了交通及運輸部部長。

## 總統任期
1996年12月20日，掌權17年的開國總統阿馬塔·卡布阿突然病逝，54歲的庫尼奧臨危受命，成為代理總統，任期期內大體上跟從阿馬塔的政策，保持與美國，中華人民共和國，日本以及其他太平洋國家的良好關係。直到1997年1月，阿馬塔的堂弟伊馬塔·卡布阿被選為總統，庫尼奧才從公職退休。

## 個人生活
庫尼奧有日本血統，其外公是日本人，他有兩個兄弟Rellong Lemari和Johnny Lemari，三兄弟均為公務員，庫尼奧擔任過多個政府職位，最後當上總統，Rellong擔任過萊環礁的地方代表及參議員，Johnny曾擔任過瓜加林環礁的市長。庫尼奧兩次結婚，第一任妻子是Helisa A. Kaious，1967年2月結婚，育有七個子女，四男三女，四位兒子的名字是Harald, Wesley, Ranni和Dixon ，三位女兒的名字是Evangeline, Dianne,和Kimberlynn，其後於1985年離婚，直到1987年2月，他和 Christina Lemari再婚，但只生了一位女兒Lyla。此外，他還有數名侄子侄女，還有多名孫輩。
他興趣廣泛，有釣魚，划船，保齡，棒球和閱讀，他也享受和家人一起的時光。

## 去世
庫尼奧於2008年3月28日因糖尿病併發症去世。